# Popular (utwór muzyczny Erica Saade)
Popular – angielskojęzyczny utwór szwedzkiego wokalisty Erica Saade, napisany przez Fredrika Kempe, wydany w formie singla w 2011 i umieszczony na płycie pt. Saade Vol. 1.
Utwór wygrał w finale Melodifestivalen 2011, dzięki czemu reprezentował Szwecję podczas 56. Konkursu Piosenki Eurowizji w Düsseldorfie.
Utwór trafił na pierwsze miejsce listy przebojów w Szwecji.

## Historia utworu

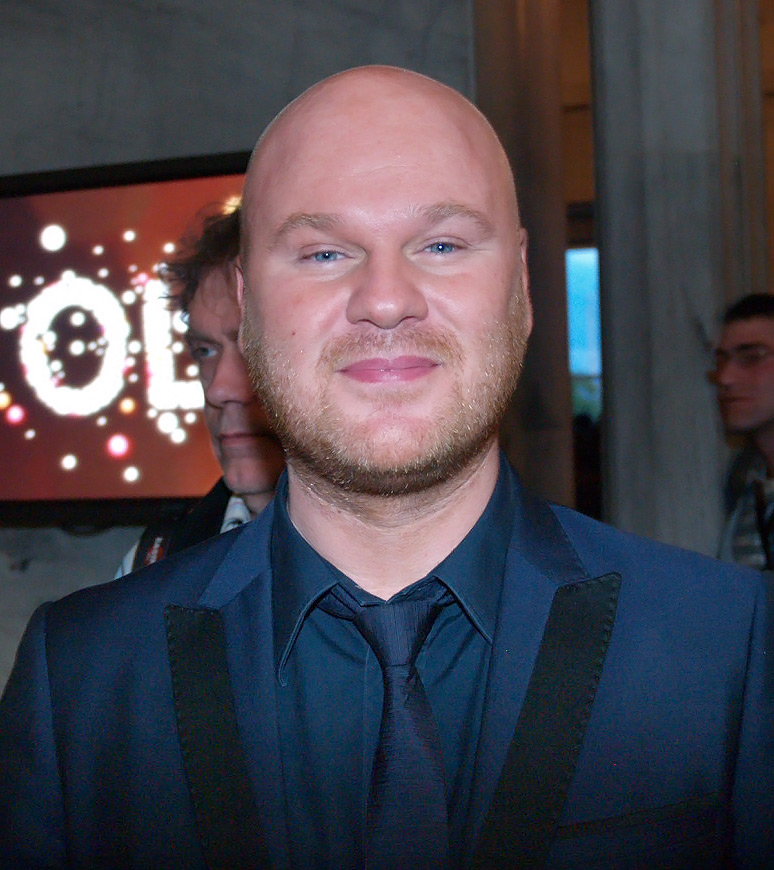
Fredrik Kempe – współtwórca utworu

Muzykę do piosenki stworzył Fredrik Kempe. Producentem singla został Peter Boström, który wykonał też miks singla. Za mastering odpowiedzialny był Erik Broheden. Utwór został zgłoszony do szwedzkich preselekcji do Konkursu Piosenki Eurowizji w 2011 – Melodifestivalen 2011.
Poza oryginalną wersją singla, 14 maja opublikowany został oficjalny remiks utworu oraz wolną wersję piosenki. W 2012 autorską wersję piosenki nagrała Elena Paparizou.

### Nominacje, nagrody i certyfikaty
Utwór zapewnił twórcom nagrodę ESC Radio 2011 w kategorii Najlepsza piosenka oraz podczas Scandipop Award 2012 w kategorii Najlepszy singel artysty. Ponadto był nominowany do Rockbjörnen Award 2011 w kategorii najlepsza szwedzka piosenka i szwedzkiej nagrody Grammy 2012 w kategorii piosenka roku. SoundFactory Remix zdobył nominację do Nagrody Scandipop Award 2012 w kategorii Najlepszy Remix.
W lipcu 2011 singiel został sprzedany w ponad 40 tys. egzemplarzach, co zapewniło mu status podwójnej platynowej płyty w Szwecji.

### Teledysk
14 kwietnia opublikowano dwie wersje oficjalnego teledysku do utworu „Popular”. Jedna z nich została ocenzurowana – usunięto z niej scenę bijatyki. Klip, który wyreżyserowała firma Mikadelica Videos, przedstawia sceny bitwy tanecznej.

### Występy na żywo:Melodifestivaleni Konkurs Piosenki Eurowizji

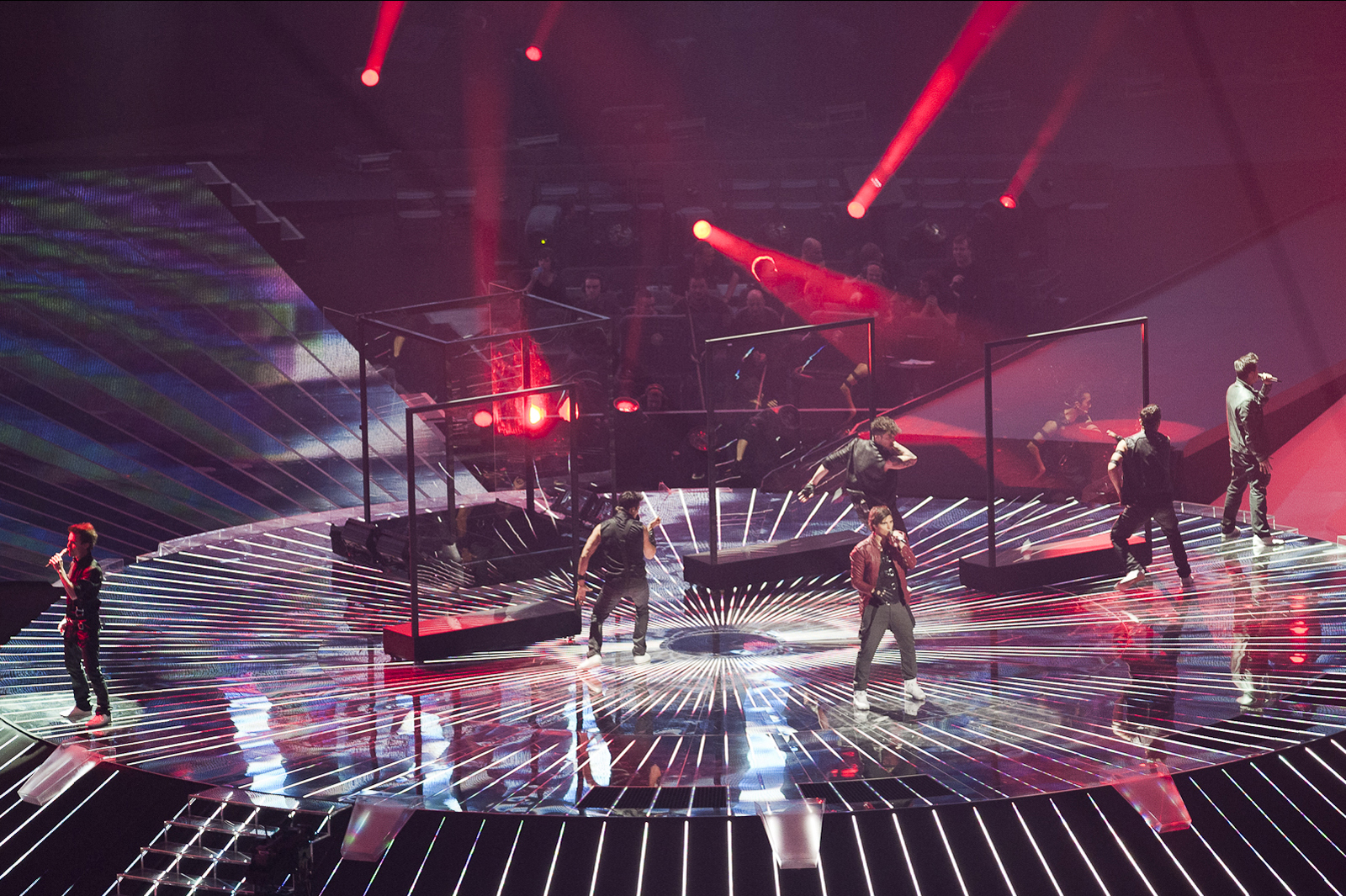
Eric Saade w trakcie wykonywania „Popular” podczas drugiego półfinału 56. Konkursu Piosenki Eurowizji

19 lutego 2011 utwór został wykonany w trzecim półfinale szwedzkich selekcji do 56. Konkursu Piosenki Eurowizji – Melodifestivalen 2011. W pierwszej rundzie głosowania utwór zdobył 89 175 głosów i zakwalifikowany został do finału. 12 marca Saade wykonał piosenkę w finale eliminacji jako ostatni, dziesiąty uczestnik. Ostatecznie wygrał rundę finałową, zdobywając łącznie 193 punkty. Jurorzy przyznali propozycji 81 punktów, które uplasowało go na 1. miejscu wśród 10 finalistów w finałowym rankingu sędziów. Dzięki 314 229 głosom widzów Saade otrzymał 112 punktów od publiczności (pierwsze miejsce). Wygrał selekcje z 44-punktową przewagą nad zdobywcą drugiego miejsca w finale, Dannym Saucedo. 15 marca odbyła się konferencja prasowa, podczas której Saade przyznano w drodze losowania ósmy numer startowy w drugim półfinale Eurowizji 2011. Kilka dni później w ESPRIT Arena zaczął próby generalne do występu. Podczas jednej z nich pojawiły się problemy ze szklaną klatką, która była głównym rekwizytem piosenkarza w trakcie występu. Podczas przygotowań szyba nie rozbijała się, przez co pojawiły się obawy przed prezentacją w półfinale. Z tego powodu szwedzka reprezentacja miała dodatkową próbę. Przed półfinałem konkursu utwór uznawany był za jednego z faworytów, a w głosowaniu członków Stowarzyszenia Miłośników Eurowizji (OGAE) zajął czwarte miejsce z wynikiem 238 punktów. W czwartek 12 maja został zaprezentowany w drugim półfinale konkursu i awansował do finału, który zorganizowano 14 maja. Podczas konferencji prasowej dla finalistów Saade wylosował siódmy numer startowy. Ostatecznie utwór zdobył 185 punktów i zajął trzecie miejsce. Na scenie wykonawcę wsparł chórek w składzie: Joel Börjesson i Fernando Fuentes, a także tancerze: Robin Haghi, Alvaro Estrella i Daniel Gill. Choreografię do występu przygotował Fredrik "Benke" Rydman

## Wydanie na albumach
| Album                                       | Data             | Wytwórnia       | Format | Nr katalogowy                         | Nr utworu                                               | Źródło |
| ------------------------------------------- | ---------------- | --------------- | ------ | ------------------------------------- | ------------------------------------------------------- | ------ |
| Saade Vol. 1                                | 29 stycznia 2011 | Roxy Recordings | 1 CD   | 1031592 ROXYCD36                      | 5(„Popular” Album Remix) 12(„Popular” Original Version) | [ 7 ]  |
| Melodifestivalen 2011                       | 4 marca 2011     | M&L             | 2 CD   | MLCD 0015                             | 8 (2CD)                                                 | [ 42 ] |
| Melodifestivalen – 10 år på turné 2002-2011 | 4 lipca 2011     | M&L             | 7 CD   | MLBOX001 EAN 5052498458226            | 8 (7CD)                                                 | [ 43 ] |
| Eurovision Song Contest – Düsseldorf 2011   | 14 kwietnia 2011 | CMC             | 2 CD   | 0970562 (EMI) EAN 5099909705623       | 17 (2CD)                                                | [ 44 ] |
| The Dome – Summer 2011                      | 8 lipca 2011     | Polystar        | 2 CD   | 06007 5335005 (UMG) EAN 0600753350058 | 17 (2CD)                                                | [ 45 ] |
| The Dome vol. 58                            | 3 czerwca 2011   | Polystar        | 2 CD   | 06007 5334414 (UMG) EAN 0600753344149 | 3 (2CD)                                                 | [ 46 ] |

## Lista utworów
| - CD single 1. „Popular” (Original Version) – 3:00 - CD Promo Single 1. „Popular” (SoundFactory Radio Remix) – 3:32 2. „Popular” (SoundFactory Club Mix) – 6:43 3. „Popular” (SoundFactory Dub Mix) – 7:15 | - CD Maxi-single 1. „Popular” (Original Version) – 3:02 2. „Popular” (SoundFactory Radio Remix) – 3:32 3. „Popular” (SoundFactory Club Mix) – 6:43 4. „Popular” (SoundFactory Dub Mix) – 7:15 5. „Popular” (Album Remix)” – 3:09 - Norwegian Version CD single (6 maja 2011) 1. „Popular” (Original Version) – 3:00 |

## Notowania na listach przebojów
| Kraj             | Lista (2008)       | Pozycja |
| ---------------- | ------------------ | ------- |
| Szwecja          | Singles Top 60     | 1       |
| Belgia(Flandria) | Ultratop 50        | 4       |
| Finlandia        | Top 20 Singles     | 17      |
| Belgia (Walonia) | Ultratip 50        | 23      |
| Irlandia         | Top 50 Singles     | 27      |
| Austria          | Ö3 Austria Top 40  | 29      |
| Dania            | Tracklisten Top 40 | 38      |

## Historia wydania
| Kraj                         | Data             | Format                      | Wytwórnia         |
| ---------------------------- | ---------------- | --------------------------- | ----------------- |
| Szwecja                      | 28 lutego 2011   | CD single, digital download | Roxy Recordings   |
| Szwecja (Album remix)        | 14 marca 2011    | CD single, digital download | Roxy Recordings   |
| Szwecja (Slow version)       | 14 marca 2011    | CD single, digital download | Roxy Recordings   |
| Finlandia                    | 25 kwietnia 2011 | CD single, digital download | Ratas Music Group |
| Norwegia                     | 6 maja 2011      | CD single, digital download | Roxy Recordings   |
| Australia                    | 12 maja 2011     | CD single, digital download | Roxy Recordings   |
| Hiszpania                    | 12 maja 2011     | CD single, digital download | Roxy Recordings   |
| Holandia                     | 12 maja 2011     | CD single, digital download | Roxy Recordings   |
| Japonia                      | 12 maja 2011     | CD single, digital download | Roxy Recordings   |
| Kanada                       | 12 maja 2011     | CD single, digital download | Roxy Recordings   |
| Litwa                        | 12 maja 2011     | CD single, digital download | Roxy Recordings   |
| Meksyk                       | 12 maja 2011     | CD single, digital download | Roxy Recordings   |
| USA                          | 12 maja 2011     | CD single, digital download | Roxy Recordings   |
| Wielka Brytania              | 12 maja 2011     | CD single, digital download | Roxy Recordings   |
| Włochy                       | 12 maja 2011     | CD single, digital download | Roxy Recordings   |
| Austria                      | 18 maja 2011     | CD single, digital download | B1M1 Recordings   |
| Niemcy                       | 18 maja 2011     | CD single, digital download | B1M1 Recordings   |
| Szwajcaria                   | 18 maja 2011     | CD single, digital download | B1M1 Recordings   |
| Belgia                       | 20 maja 2011     | CD single, digital download | Mostiko           |
| Szwecja (SoundFactory remix) | 25 maja 2011     | CD single, digital download | Roxy Recordings   |